# Shōwa (Yamanashi)
Pour les articles homonymes, voir Showa.
Shōwa (昭和町, Shōwa-chō) est un bourg du district de Nakakoma, dans la préfecture de Yamanashi, au Japon.

## Géographie

### Démographie
Au 1er février 2014, la population de Shōwa s'élevait à 18 804 habitants répartis sur une superficie de 9,14 km2.